# Rafael Andrés Alonso
Rafael Andrés Alonso (Madrid, 16 de maig de 1873 - ?,?) fou un arxiver espanyol, que fou director de l'Arxiu de la Corona d'Aragó entre els anys 1921 i 1925.
Com a arxiver, va ingressar per oposició al Cos Facultatiu d'Arxivers, Bibliotecaris i Arqueòlegs de l'Estat el 1893, sent destinat a l'Arxiu Universitari de Valladolid, tot i que aquell mateix any es traslladà a la Biblioteca Universitària d'Oviedo. L'any següent va passar a exercir les seves funcions a l'Arxiu de la Delegació d'Hisenda a Còrdova. El 1896 es trasllada a la Biblioteca Nacional d'Espanya, i l'any 1909 a l'Arxiu Històric Nacional, on va romandre diversos anys, dirigint la secció d'Ordres Militars. Finalment, l'any 1921 va passar a fer-se càrrec de l'Arxiu de la Corona d'Aragó, exercint com a director fins a l'any 1925. Durant la seva trajectòria professional, també va estar vinculat a la Junta d'Ampliació d'Estudis i Investigacions Científiques.